# Comanadores de Sant Joan de Jerusalem
Les Comanadores de Sant Joan de Jerusalem, Hospitaleres, Comanadores Santjoanistes o Monges de l'Orde de Malta són un orde monàstic de vida contemplativa, branca femenina de l'orde militar de l'Hospital de Sant Joan de Jerusalem, avui Orde de Malta.

## Història
Té el seu origen en un grup de dones pietoses que, imitant la tasca dels cavallers de l'Orde de l'Hospital de Sant Joan de Jerusalem, s'encarregaven d'atendre les pelegrines malaltes que arribaven a Terra Santa, a l'hospital de Santa Maria Magdalena de Jerusalem. El grup l'encapçalava la serventa de Déu Agnès d'Alix.
Altres historiadors sostenen que l'origen de l'orde actual, contemplatiu, és al primer monestir de monges santjoanistes dedicades a la vida contemplativa, que fou el de Sixena (Villanueva de Sigena, Osca), fundat en 1188 per la reina d'Aragó Sança de Castella i de Polònia, esposa d'Alfons el Cast. Per això, es considera aquesta reina com a fundadora de l'orde. Ella mateixa hi professà i en fou priora, dictant la regla que després serviria de model per a altres monestirs. El papa Celestí III aprovà la fundació i li donà la Regla de Sant Agustí en 1195.
Com altres monges comanadores, eren anomenades sorores i tenien el carisma de pregar i sacrificar-se pels cavallers de l'orde militar de la que formaven part. Sovint, les monges eren familiars, esposes o filles dels cavallers de l'orde. Les monges tenien rangs similars als capellans de l'orde, observaven la regla i la clausura i estaven sota la jurisdicció del Gran Mestre de l'Orde Hospitaler. En fer la professió, feien vot de respecte a la regla de l'orde (de fet, la Regla de Sant Agustí.
L'orde s'estengué per terres de Castella (Fuentelapeña (Zamora), los Villares (Salamanca), Villalengua, Tordesillas, Santa Isabel de Sevilla, etc.) i Aragó (S. Joan de Cervera, amb comunitat doble des de 1191, i les monges traslladades a 1264 a Alguaire, amb comunitat femenina entre 1250-1699, novament traslladada a Sant Joan de Jerusalem de Barcelona en 1699; Santa Maria de la Ràpita, 1290-1579, traslladades a Tortosa, 1579-1967), Portugal, Itàlia, França (Beaulieu, a la diòcesi de Caors, 1259) i Anglaterra, però no tingué gran difusió.
La conquesta de Malta en 1798 i la desaparició de l'Orde de Malta en 1815, juntament amb els moviments de dessacralització, afectaren les cases de l'orde a Europa. Les espanyoles començaren el declivi amb la desamortització de 1835. Les monges de la casa mare de Sixena hi continuaren fins a 1980, quan es traslladaren a Valldoreix, on des de 1977 hi havia les monges procedents de Santa Maria de Jerusalem de Barcelona (establertes en 1699 amb monges procedents de Santa Maria d'Alguaire) i on moriren les dues últimes monges, els anys 1998 i 2000. Les de Tortosa es traslladaren a Gandia en 1967, on la comunitat s'extingí. Les tres monges del monestir de Zamora i les set del monestir de Salinas de Añana (Álaba), formaren en aquest monestir l'última comunitat a Espanya. A Malta, el monestir de Santa Úrsula de la Valetta no es fundà fins al 1582 (a Birgu, fins que en 1595 es traslladà a la capital).
Entre les monges destacades de l'orde hi ha santes com Ubaldesca Taccini (1136-1206), Toscana Canoculi (1280-1343) o Flora de Beaulieu (c. 1300-1347), o les beates màrtirs durant la Guerra civil espanyola Patrocinio Chillida Manes i Visitació Solè Yvern.

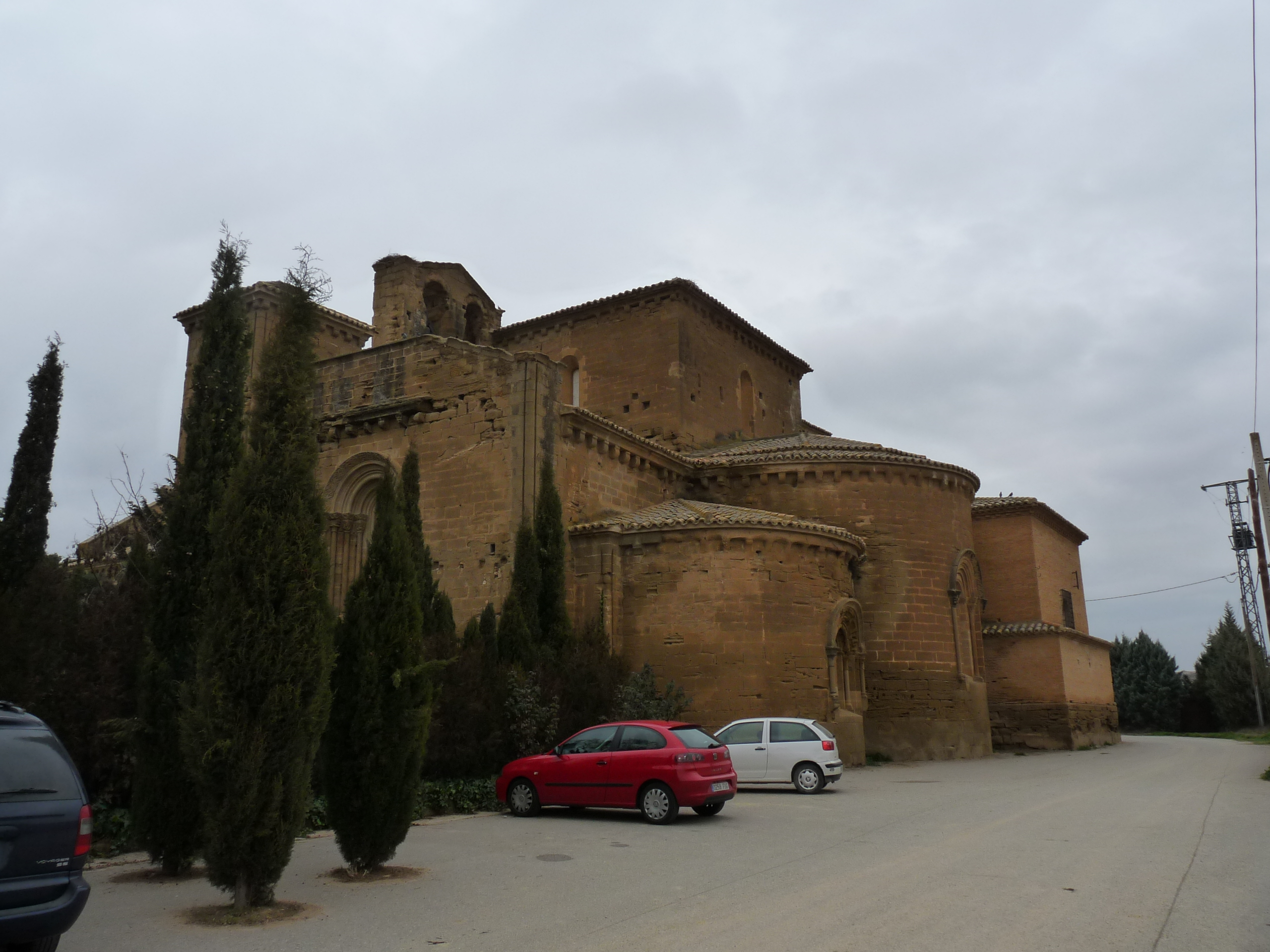
Monestir de Sixena, primera casa de l'orde monàstic
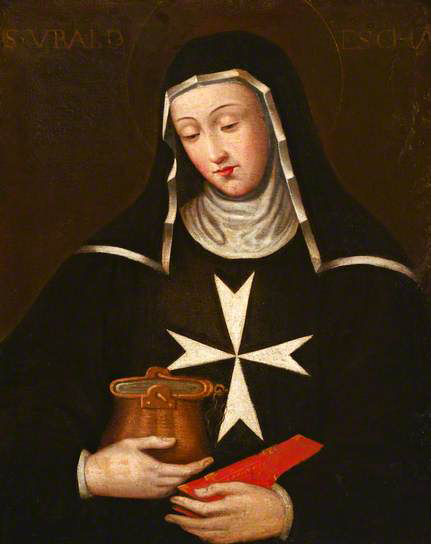
Santa Ubaldesca Taccini amb l'hàbit de l'orde
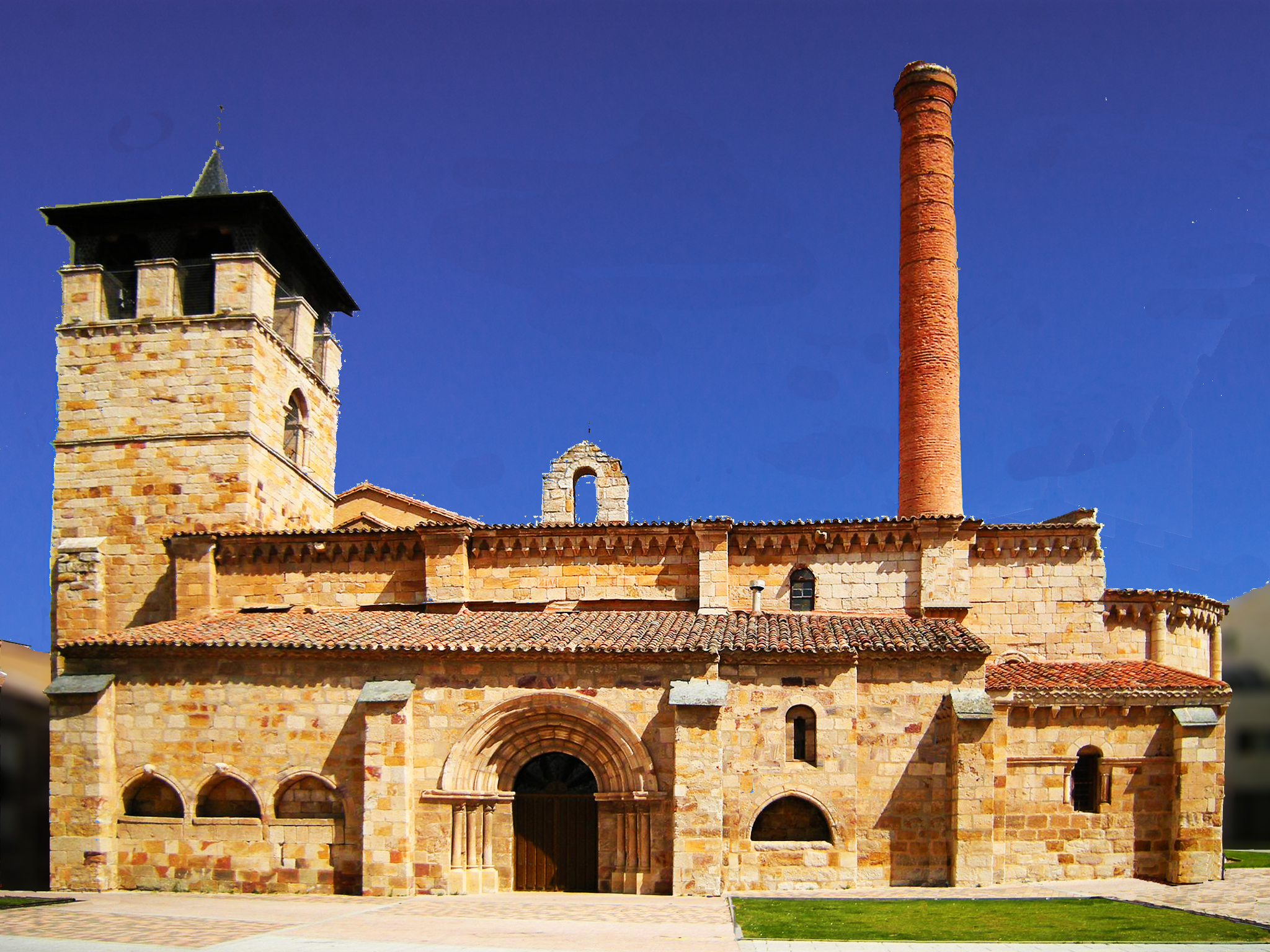
San Juan de la Horta (Zamora), monestir de l'orde entre 1537 i 1837
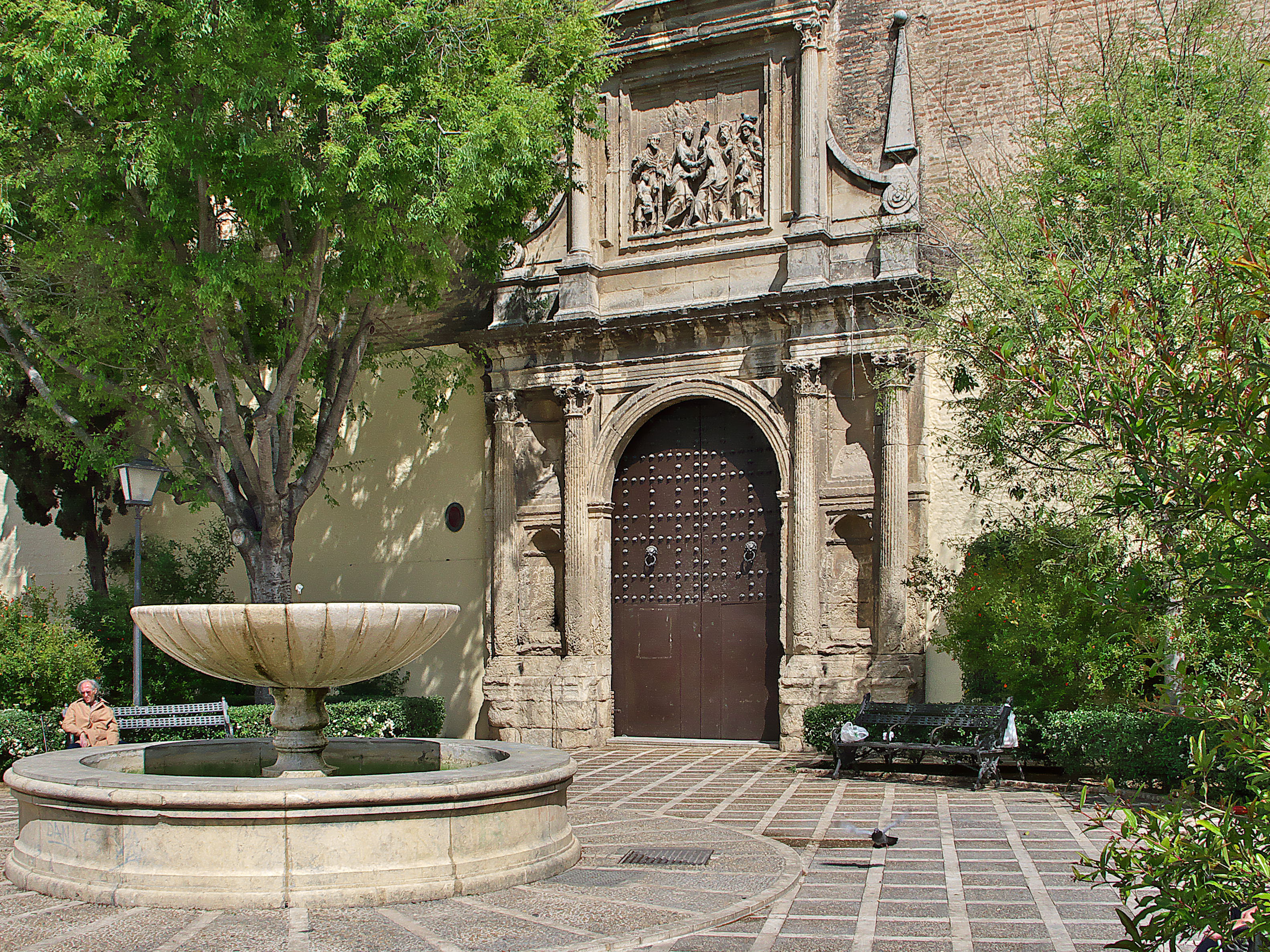
Monestir de Santa Isabel de Sevilla

## Activitat i difusió
Avui, les monges santjoanistes fan vida contemplativa, dedicades a la pregària i la vida en comunitat, i conreant l'hospitalitat en la comunitat i la devoció a Sant Joan Baptista.
Avui, a Espanya només queden vuit monges al monestir de San Juan de Acre de Salinas de Añana (Àlaba), un cop tancats, per extinció de la comunitat, els de Gandia, Zamora i Valldoreix (Sant Cugat del Vallès). A Malta, subsisteix el monestir de Santa Úrsula de La Valetta.